# Salvelinus gritzenkoi
Salvelinus gritzenkoi är en fiskart som beskrevs av Vasil'eva och Stygar 2000. Salvelinus gritzenkoi ingår i släktet Salvelinus och familjen laxfiskar. Inga underarter finns listade i Catalogue of Life.